# Kâlidâsa
Kâlidâsa (en écriture devanagari : कालिदास, littéralement « serviteur de Kali ») est un poète et dramaturge écrivant en sanskrit, qui a vécu sur le sous-continent indien à la fin de la période antique. Les écrits de cet auteur réputé pieux adorateur de Shiva s'inspirent largement de la mythologie et de la philosophie hindoues. Son immense célébrité lui a valu le titre de Kavikula-guru « précepteur de tous les poètes ».

## Biographie
On pense généralement que Kâlidâsa a vécu entre le IVe et le Ve siècle, sans doute au Madhya Pradesh. On croit qu'il est né à Mandsaur. Il aurait été l’un des « neuf joyaux » de la cour de Vikramâditya. Une tradition cingalaise le fait mourir en 522 à Ceylan.
Abhijñānaśākuntalam, considéré comme son chef-d'œuvre, a été l'une des premières œuvres sanskrites traduites en anglais, puis dans d'autres langues.
Dans ses œuvres, la beauté de la nature est dépeinte avec élégance et dans un langage métaphorique peu comparable avec les littératures du reste du monde. Une légende dit qu'il est mort au Sri Lanka, bien qu'aucune preuve ne le confirme.

## Œuvres

### Théâtre
- Mālavikāgnimitram (en écriture devanāgarī : मालविकाग्निमित्रम्, littéralement Mālavikâ et Agnimitra) : c'est l'histoire du roi Angamitra qui tomba amoureux d'une servante. Cette dernière est pour cette raison emprisonnée par la reine.
- Vikramorvaśīyam (en écriture devanāgarī : विक्रमोर्वशीयम्, littéralement Urvaśī conquise par la vaillance) : c'est l'histoire d'amour entre le roi Vikrama et la nymphe céleste Urvashi. Elle doit retourner au paradis. L'œuvre relate l'épanouissement de leur amour à travers de dures épreuves.
- Abhijñâna śâkuntalam (en écriture devanāgarī : अभिज्ञान शाकुन्तलम्, littéralement La Reconnaissance de Śâkuntalâ) : il s'agit de l'histoire du roi Dushyanta qui rencontre Shakuntala pendant une partie de chasse. Ils consomment leur relation, mais Dushyanta oublie Shakuntala en raison d'une malédiction lancée par Durvasa le sage. Cette œuvre évoque aussi la naissance de Bharata, l'ancêtre de la nation indienne.

### Poésie
- Kumārasambhava ou Koumara-Sambhava (« Naissance de Karttikeya »),
- Meghaduta (« Le Nuage messager »)
- Nalaudaya (attribué à Kâlidâsa)
- Raghuvaṃśa (« La Dynastie de Raghu »)
- Ritusamhâra ou Ritou-Sanhara (« L’Exposition des saisons »).

### Autres
- Çrouta-Baudha, traité de prosodie

## Dans la culture
Kâlidâsa est mis en scène dans une pièce de théâtre de Mohan Rakesh, que Mani Kaul a adapté au cinéma sous le titre Un jour avant la saison des pluies (Ashad Ka Ek Din).